# Combiné nordique aux Jeux nordiques de l'OPA 2014
Pour un article plus général, voir Jeux nordiques de l'OPA 2014.
Les épreuves de combiné nordique des trentièmes Jeux nordiques de l'OPA eurent lieu les 1er et 2 mars 2014 à Gérardmer, en France ; elles se déroulèrent au tremplin des Bas-Rupts (K65).

## Résultats

### Minimes (4 km)
| Rang | Athlète          | Pays      | Distance | Points | Handicap de départ (rang de départ) | Temps à l'arrivée |
| ---- | ---------------- | --------- | -------- | ------ | ----------------------------------- | ----------------- |
| 01   | Mika Vermeulen   | Autriche  | 60,5 m   | 100,2  | 27 s (5.)                           | 12 min 13 s 6     |
| 02   | Aaron Kostner    | Italie    | 62,5 m   | 105,5  | 6 s (2.)                            | 12 min 24 s 7     |
| 03   | Nils Albrecht    | Allemagne | 61,5 m   | 100,1  | 27 s (3.)                           | 12 min 40 s 6     |
| 04   | Julian Schmid    | Allemagne | 63,5 m   | 106,9  | 0 s (1.)                            | 13 min 05 s 9     |
| 05   | Giulio Bezzi     | Italie    | 61,5 m   | 102.1  | 19 s s (3.)                         | 13 min 16 s 5     |
| 06   | Lorenz Schlütter | Allemagne | 62,5 m   | 101,5  | 22 s s (6.)                         | 13 min 37 s 5     |
| 07   | Theo Rochat      | France    | 55,5 m   | 84,7   | 1 min 29 s (11.)                    | 13 min 45 s 8     |
| 08   | Tim Kopp         | Allemagne | 55,0 m   | 84,0   | 1 min 32 s (12.)                    | 13 min 48 s 3     |
| 09   | Niclas Heumann   | Allemagne | 59,0 m   | 91.1   | 1 min 03 s (9.)                     | 13 min 54 s 4     |
| 10   | Tom Forbrich     | Allemagne | 53,5 m   | 80,4   | 1 min 46 s (14.)                    | 13 min 58 s 9     |

Date : 1er mars 2014
Il y avait 33 coureurs au départ ; 32 furent classés.

### Cadets (6 km)
| Rang | Athlète            | Pays      | Distance | Points | Handicap de départ (rang de départ) | Temps à l'arrivée |
| ---- | ------------------ | --------- | -------- | ------ | ----------------------------------- | ----------------- |
| 01   | Janni Reisenauer   | Autriche  | 68,5 m   | 121.4  | 0 s s (1.)                          | 16 min 15 s 7     |
| 02   | Vinzenz Geiger     | Allemagne | 64,5 m   | 108.8  | 50 s s (3.)                         | 16 min 35 s 1     |
| 03   | Philipp Beikircher | Autriche  | 65,0 m   | 111.5  | 40 s s (2.)                         | 16 min 52 s 3     |
| 04   | Hans Neubert       | Allemagne | 59,0 m   | 93.6   | 1 min 51 s (10.)                    | 17 min 11 s 0     |
| 05   | Denis Klarin       | Allemagne | 60,0 m   | 96.5   | 1 min 40 s (9.)                     | 17 min 11 s 5     |
| 06   | Anton Schlütter    | Allemagne | 63,0 m   | 105.2  | 1 min 05 s (4.)                     | 17 min 17 s 6     |
| 07   | Luca Gianmoena     | Italie    | 61,0 m   | 100.4  | 1 min 24 s (7.)                     | 17 min 25 s 0     |
| 08   | Lilian Vaxelaire   | France    | 61,5 m   | 102.1  | 1 min 17 s (6.)                     | 17 min 50 s 9     |
| 09   | Constantin Schnurr | Allemagne | 62,0 m   | 99.3   | 1 min 28 s (8.)                     | 17 min 54 s 3     |
| 10   | Brice Ottonello    | France    | 62,0 m   | 103.8  | 1 min 10 s (5.)                     | 18 min 15 s 5     |

Date : 1er mars 2014
25 coureurs ont participé ; 24 d'entre eux furent classés.

### Par équipes (4 × 3,3 km)
| Rang | Pays          | Athlètes                                                           | Distances (rang en saut)                      | Points handicap de départ classement au départ | Temps de course (rang en course) | Temps à l'arrivée |
| ---- | ------------- | ------------------------------------------------------------------ | --------------------------------------------- | ---------------------------------------------- | -------------------------------- | ----------------- |
| 01   | Allemagne I   | Hans Neubert Justin Moczarski Anton Schlütter Vinzenz Geiger       | 072,1 (6.) 091,0 (3.) 081,1 (5.) 100,9 (2.)   | 345,1 + 20 s (2.)                              |                                  | 38 min 04 s 5     |
| 02   | Autriche I    | Philipp Kuttin Stefan Hauser Janni Reisenauer Philipp Beikircher   | 068,7 (6.) 030,9 (13.) 094,6 (2.) 104,7 (1.)  | 298,9 + 1 min 22 s (5.)                        |                                  | 38 min 59 s 2     |
| 03   | France I      | Lilian Vaxelaire Mathias Caudy Brice Ottonello Laurent Muhlethaler | 104,5 (1.) 080,6 (3.) 102,1 (2.) 073,2 (5.)   | 360,4 + 0 s (1.)                               |                                  | 39 min 11 s 2     |
| 04   | Allemagne II  | Constantin Schnurr Tim Kopp Denis Klarin Tom Forbrich              | 097,0 (1.) 052,5 (9.) 095,1 (3.) 066,8 (8.)   | 311,4 + 1 min 05 s (3.)                        |                                  | 40 min 26 s 0     |
| 05   | Italie I      | Luca Gianmoena Mirco Sieff Denis Parolari Martin Taschler          | 075,1 (4.) 070,0 (7.) 075,5 (6.) 032,3 (12.)  | 252,9 + 1 min 05 s (8.)                        |                                  | 41 min 41 s 6     |
| 06   | Allemagne III | Nils Albrecht Niclas Heumann Julian Schmid Lorenz Schlütter        | 078,4 (4.) 087,8 (3.) 065,7 (6.) 067,6 (12.)  | 299,5 + 1 min 21 s (4.)                        |                                  | 42 min 30 s 5     |
| 07   | Autriche II   | Johannes Gschier Christian Deuschl Florian Dagn Mika Vermeulen     | 066,6 (11.) 062,6 (7.) 042,6 (11.) 104,5 (1.) | 276,3 + 1 min 52 s (6.)                        |                                  | 42 min 31 s 9     |
| 08   | Slovénie I    | Urban Klinc Vid Vrhovnik Gasper Brecl Matevz Malovrh               | 046,9 (10.) 074,1 (5.) 056,3 (9.) 066,7 (9.)  | 244,0 + 2 min 35 s (11.)                       |                                  | 42 min 47 s 6     |
| 09   | France II     | Yann Laheurte Mael Tyrode Ghislain Airiau Theo Rochat              | 075,8 (5.) 039,5 (13.) 062,9 (8.) 066,9 (10.) | 245,1 + 2 min 34 s (10.)                       |                                  | 42 min 47 s 6     |
| 10   | France III    | Titouan Suisse Joris Fumey Leo Ponceot Loic Didier                 | 090,2 (9.) 068,8 (7.) 028,0 (12.) 058,5 (8.)  | 245,5 + 2 min 33 s (9.)                        |                                  | 46 min 35 s 8     |

Date : 2 mars 2014
Il y avait treize équipes au départ ; 12 furent classées.

### Athlètes
1. 1 2  (en) Mika Vermeulen dans la base de données de la Fédération internationale de ski
2. 1 2  (en) Nils Albrecht dans la base de données de la Fédération internationale de ski
3. 1 2  (en) Janni Reisenauer dans la base de données de la Fédération internationale de ski
4. 1 2  (en) Philipp Beikircher dans la base de données de la Fédération internationale de ski
5. 1 2  (en) Hans Neubert dans la base de données de la Fédération internationale de ski
6. 1 2  (en) Anton Schlütter dans la base de données de la Fédération internationale de ski
7. 1 2  (en) Lilian Vaxelaire dans la base de données de la Fédération internationale de ski
8. 1 2  (en) Brice Ottonello dans la base de données de la Fédération internationale de ski
9. ↑  (en) Justin Moczarski dans la base de données de la Fédération internationale de ski
10. ↑  (en) Philipp Kuttin dans la base de données de la Fédération internationale de ski
11. ↑  (en) Stefan Hauser dans la base de données de la Fédération internationale de ski
12. ↑  (en) Mathias Caudy dans la base de données de la Fédération internationale de ski